# ترزا پرالس

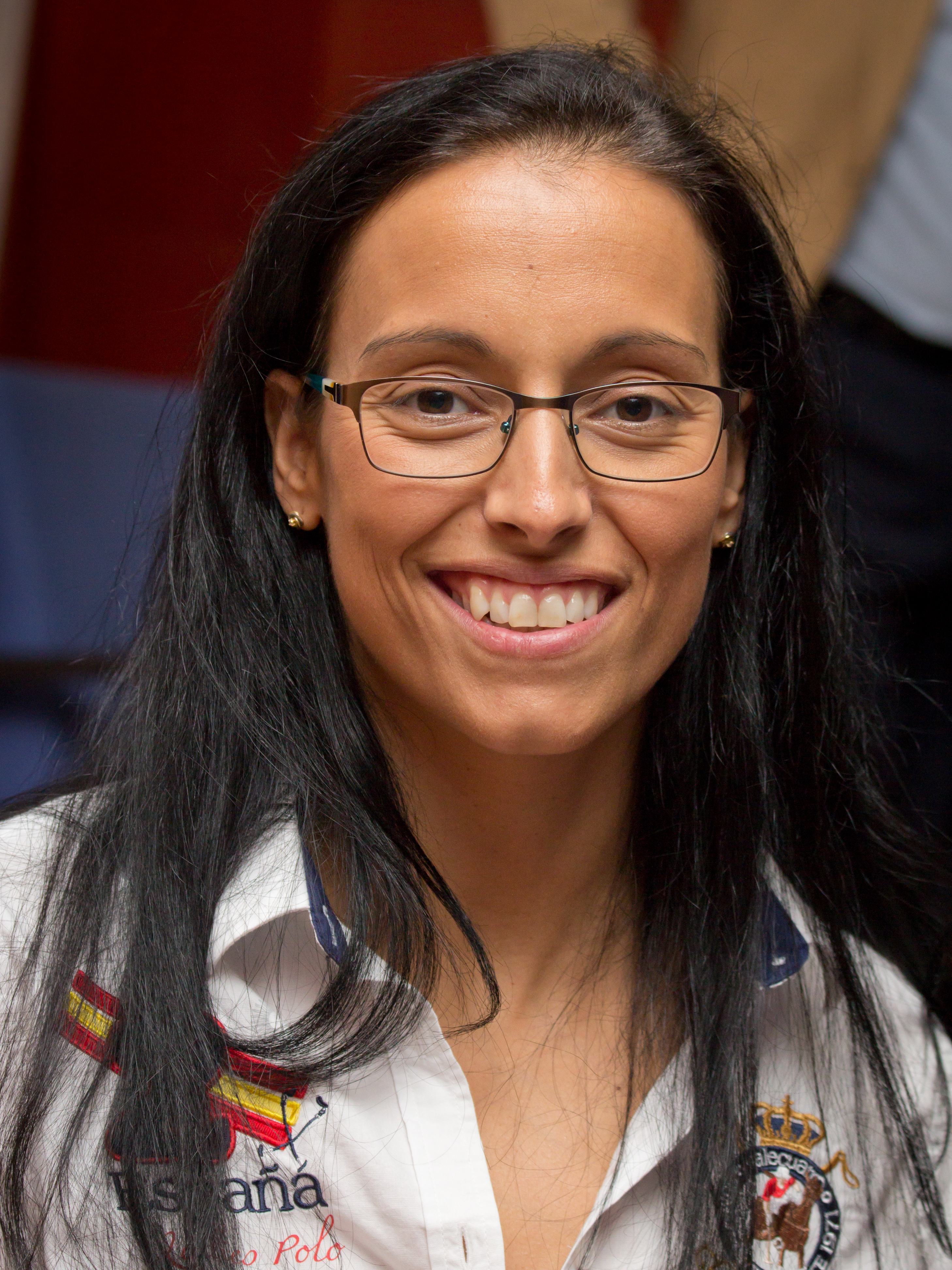

ترزا پرالس (به انگلیسی: Teresa Perales) (زادهٔ ۲۹ دسامبر ۱۹۷۵) شناگر اهل اسپانیا است.